# René d'Angers
Saint René d'Angers est un saint légendaire de l'Église catholique romaine, et un des saints patrons de la ville d'Angers. Il est fêté le 12 novembre.
Selon le chanoine Archanald, René aurait été ressuscité du tombeau par l’évêque d’Angers, saint Maurille, au milieu du Ve siècle. Cette légende est à l'origine de son nom « re-né ». Le roi de Naples et de Sicile, duc de Lorraine et de Bar, comte  de Provence René Ier d'Anjou a été ainsi prénommé en son honneur. 
Il est le patron des sabotiers.
Le texte d'Archanald, écrit vers 905, (il prétendait que le livre avait été écrit par Venance Fortunat et corrigé par Grégoire de Tours) est la source de l'invention du saint légendaire René d'Angers et de l'iconographie utilisée pour représenter saint Maurille. La supercherie a été découverte seulement en 1649.